# Mossman River
Mossman River är ett vattendrag i Australien. Det ligger i regionen Cairns och delstaten Queensland, omkring 1 500 kilometer nordväst om delstatshuvudstaden Brisbane. Genomsnittlig årsnederbörd är 1 526 millimeter. Den regnigaste månaden är mars, med i genomsnitt 394 mm nederbörd, och den torraste är september, med 11 mm nederbörd.